# Хуан Педро Агірре
Хуан Педро Хуліан Агірре-і-Лопес де Аная (ісп. Juan Pedro Aguirre y López de Anaya; 19 жовтня 1781 — 17 липня 1837) — аргентинський революціонер і політик.

## Біографія
Агірре народився у Буенос-Айресі, в сім'ї Кристобаля Агірре Горденана та Марії Мануели Іносенсії Лопес Аная і Руїс Гамес. Брав участь у боротьбі проти британських військ у 1806-07 роках, дослужившись до звання капітана. У 1820 році тимчасово виконував обов'язки Верховного правителя Об'єднаних провінцій Ріо-де-ла-Плати, був останнім, хто носив цей титул. У 1824 році займав пост міністра економіки, а у 1826 році став першим президентом новоствореного Національного банку.